# Eutelia polychorda
Eutelia polychorda là một loài bướm đêm trong họ Noctuidae.